# Drew Helleson
Drew Helleson (Farmington, 26 marzo 2001) è un hockeista su ghiaccio statunitense, difensore degli Anaheim Ducks.
Helleson è stato scelto con la 47ª scelta assoluta dai Colorado Avalanche al Draft 2019.

## Carriera professionistica

### Giovanili
Con la squadra di hockey su ghiaccio del Boston College, nella stagione 2020-21 Helleson segna 4 goal e mette a referto 11 assist, venendo nominato come Hockey East Best Defensive Defensman, oltre che nel First Team All-Hockey East e nel Second Team AHCA All-American. Nella sua seconda stagione da junior con gli Eagles del Boston College, Helleson si conferma con 21 assist (il suo massimo di carriera in una stagione) e 4 goal in 32 gare.

### Anaheim Ducks
Helleson viene selezionato con la 47ª scelta assoluta nel 2° round del Draft 2019 dai Colorado Avalanche. Tuttavia, il 14 marzo 2022, i suoi draft rights vengono ceduti dagli Avalanche agli Anaheim Ducks, in cambio del difensore Josh Manson. Il giorno successivo, il 15 marzo 2022, Helleson conclude ufficialmente la sua carriera nel college hockey con la firma del suo primo contratto NHL con i Ducks, un entry-level contract triennale. I Ducks decidono di trasferirlo alla propria squadra affiliata in AHL, i San Diego Gulls, con cui Helleson passa il resto della stagione. Nella successiva stagione 2022-23, Helleson comincia l'annata con i Gulls per poi essere richiamato dai Ducks in NHL il 9 aprile 2023, per poi debuttare in maglia Ducks lo stesso 9 aprile contro i Colorado Avalanche (la stessa squadra che lo aveva scelto al Draft). Appena tre giorni dopo, il 12 aprile, Helleson segna la sua prima rete in NHL contro i Vancouver Canucks (in una sconfitta dei Ducks con il punteggio di 3–2 per i Canucks).
Nella stagione 2023-24 i Ducks decidono di riportare Helleson ai Gulls, con cui disputa 59 partite e mette a referto 4 goal e 14 assist. Helleson continua a rimanere a San Diego nella stagione 2024-25, per poi essere subito richiamato in NHL il 13 novembre 2024 (insieme a Jansen Harkins). Con i Ducks scende sul ghiaccio per la prima volta in quella stagione il 15 novembre, realizzando ben 2 assist (sui goal di Cutter Gauthier e Ross Johnston) nella vittoria per 6–4 sui Detroit Red Wings. Si tratta della sua prima partita con almeno 2 punti a referto della sua carriera.
Concludendosi il suo entry-level contract, Helleson diventa un restricted free agent, ma evita con i Ducks l'arbitration firmando il 19 luglio 2025 un'estensione biennale da 2.2 milioni di $.

## Nazionale
Helleson ha fatto parte della nazionale statunitense Under 18 che ha vinto la medaglia di bronzo ai Mondiali U18 del 2019 in Svezia, dove ha fatto registrare 3 assist in 7 gare. Nel 2021 Helleson è stato poi convocato con la nazionale Under 20 che ha vinto l'oro nei World Junior Ice Hockey Championship del 2021 in Canada; in 7 partite, Helleson ha segnato 2 reti e messo a referto 2 assist. Il 13 gennaio 2022 arriva la sua prima convocazione in nazionale maggiore, partecipando alle Olimpiadi invernali del 2022 di Pechino (Cina).

## Palmarès

### Nazionale

#### Mondiali U18
- 1 medaglia:
  - 1 bronzo (Svezia 2019)

#### Mondiali U20
- 1 medaglia:
  - 1 oro (Canada 2021)

### Individuale

#### College
- Hockey East Best Defensive Defensman (2021)[1]
- All Hockey East First Team (2021)[2]
- AHCA East Second Team All-American (2021)[3]